# Rivière à la Carpe (rivière Métabetchouane)
Pour les articles homonymes, voir Rivière à la Carpe.
La rivière à la Carpe est un affluent de la rive est de la rivière Métabetchouane, dans la région administrative de Saguenay–Lac-Saint-Jean, dans la province de Québec, au Canada. Entièrement en zone forestière, le cours de cette rivière traverse le territoire non organisé de Belle-Rivière, dans la municipalité régionale de comté (MRC) de Lac-Saint-Jean-Est et la municipalité de Saint-André-du-Lac-Saint-Jean, dans la municipalité régionale de comté (MRC) de Le Domaine-du-Roy.
La foresterie constitue la principale activité économique de cette zone ; les activités récréotouristiques, en second. 
La surface de la rivière à la Carpe (sauf les zones de rapides) est habituellement gelée de la fin novembre au début avril, toutefois la circulation sécuritaire sur la glace se fait généralement de la mi-décembre à la fin mars.

## Géographie
Les principaux bassins versants voisins de la rivière à la Carpe sont du côté nord : rivière Métabetchouane, rivière l'Abbé, rivière MacDonald, lac Saint-Jean ; du côté est, la Belle Rivière, le ruisseau Barnabé, le lac de la Belle Rivière, et rivière du Milieu ; du côté sud, la rivière Métabetchouane et le lac à la Carpe ; du côté ouest, la rivière Métabetchouane, la rivière Bruyante et la rivière Prudent.
La rivière à la Carpe prend sa source à l’embouchure du Lac Neuf (longueur : 1,4 km ; altitude : 375 m). Ce lac reçoit deux ruisseaux lesquels sont entourés de marais.
À partir de sa source, le cours de la rivière à la Carpe descend sur 20,2 km, avec une dénivellation de 125 m. Sur 4,4 km, elle va vers le nord-ouest en recueillant deux décharges de petits lacs non identifiés, jusqu’à un coude de rivière où un ruisseau s'y déverse. Lors des 4,0 km suivant vers l'ouest elle forme de très petits serpentins et en recueillant la décharge du Lac à la Vache, jusqu’à la décharge du lac à la Carpe. Pour les 7,5 km vers l'ouest, elle forme de petits serpentins et en recueillant deux décharges de petits lacs non identifiés, ainsi qu'en traversant trois séries de rapides, jusqu'à un coude de rivière. Pour les derniers 4,3 km, elle coule vers le nord-ouest en courbant vers l'ouest en fin de segment et en recueillant un ruisseau, jusqu’à son embouchure, située sur la rive est de la rivière Métabetchouane.
À partir de la confluence de la rivière à la Carpe, le courant descend la rivière Métabetchouane vers le nord sur 11,9 km jusqu’à la rive sud du lac Saint-Jean ; de là, le courant traverse ce dernier sur 22,8 km vers le nord-est, puis emprunte le cours de la rivière Saguenay via la Petite Décharge sur 172,3 km jusqu’à Tadoussac où il conflue avec l’estuaire du Saint-Laurent.

## Toponymie
Le toponyme «rivière à la Carpe» a été officialisé le 5 décembre 1968 à la Banque des noms de lieux de la Commission de toponymie du Québec.